# Canton de Châteaulin
Le canton de Châteaulin était jusqu'en 2015 une division administrative française, située dans le département du Finistère et la région Bretagne. Depuis 2015, Châteaulin est rattaché à un canton dont le chef-lieu est Crozon.

## Composition
Le canton de Châteaulin regroupait les communes suivantes :
| Nom                    | Code Insee | Codepostal | Superficie (km2) | Population (dernière pop. légale) | Densité (hab./km2) |
| ---------------------- | ---------- | ---------- | ---------------- | --------------------------------- | ------------------ |
| Châteaulin (chef-lieu) | 29026      | 29150      | 20,81            | 5 181 (2012)                      | 249                |
| Cast                   | 29025      | 29150      | 37,66            | 1 600 (2012)                      | 42                 |
| Dinéault               | 29044      | 29150      | 45,96            | 1 746 (2012)                      | 38                 |
| Kerlaz                 | 29090      | 29100      | 11,45            | 823 (2012)                        | 72                 |
| Locronan               | 29134      | 29180      | 8,08             | 806 (2012)                        | 100                |
| Ploéven                | 29166      | 29550      | 13,11            | 514 (2012)                        | 39                 |
| Plomodiern             | 29172      | 29550      | 46,74            | 2 194 (2012)                      | 47                 |
| Plonévez-Porzay        | 29176      | 29550      | 29,23            | 1 794 (2012)                      | 61                 |
| Port-Launay            | 29222      | 29150      | 2,00             | 422 (2012)                        | 211                |
| Quéménéven             | 29229      | 29180      | 28,21            | 1 137 (2012)                      | 40                 |
| Saint-Coulitz          | 29243      | 29150      | 11,22            | 420 (2012)                        | 37                 |
| Saint-Nic              | 29256      | 29550      | 18,03            | 748 (2012)                        | 41                 |
| Saint-Ségal            | 29263      | 29590      | 16,20            | 1 026 (2012)                      | 63                 |
| Trégarvan              | 29289      | 29560      | 9,68             | 140 (2012)                        | 14                 |

## Histoire

### Conseillers généraux de 1833 à 2015
- De 1833 à 1848, les cantons de Châteaulin et du Faou avaient le même conseiller général. Le nombre de conseillers généraux était limité à 30 par département.

| Période | Période      | Identité                                       | Étiquette                | Qualité |
| ------- | ------------ | ---------------------------------------------- | ------------------------ | --- |
| 1833    | 1839         | Pierre-Marie Lacoste (1794-1886)               | Républicain              | Avocat Président honoraire du Tribunal civil, Châteaulin                                                                    |
| 1839    | 1848         | Louis Charles Hyacinthe de Pompéry (1787-1854) | Conservateur             | Capitaine de gendarmerie en disponibilité Propriétaire à Rosnoën                                                            |
| 1848    | 1883         | Pierre-Marie Lacoste (1794-1886)               | Républicain              | Juge à Châteaulin |
| 1883    | 1899 (décès) | Corentin Halléguen                             | Républicain              | Avoué Sénateur (1894-1899) Maire de Châteaulin (1881-1896)                                                                  |
| 1899    | 1907         | Armand Gassis                                  | Républicain Progressiste | Entrepreneur de travaux publics Sénateur (1903-1912) Maire de Châteaulin (1896-1903)                                        |
| 1907    | 1913         | Gustave Emile Tirilly (1837-1915)              | Républicain              | Cultivateur Maire de Saint-Ségal (1888-1912) Conseiller d'arrondissement                                                    |
| 1913    | 1919         | Henri Paul Jean Magne (1878-1930)              | Rad.                     | Médecin, Plonévez-Porzay |
| 1919    | 1925         | Henri Février (1873-1951)                      | Conservateur             | Négociant en vins et spiritueux, Châteaulin Président de la société des raids hippiques du Finistère                        |
| 1925    | 1931         | Charles Goas (1900-1982)                       | Rad.                     | Médecin à Châteaulin |
| 1931    | 1937         | Louis Marie Larvol (1877-1964)                 | URD                      | Maire de Plomodiern (1920-1947)                                                                                             |
| 1937    | 1940         | Noël L'Haridon (1873-1948)                     | Rad.                     | Agent général de la Caisse d'épargne Maire de Châteaulin (1929-1944) Conseiller d'arrondissement                            |
|         |              |                                                |                          | |
| 1943    | 1945         | Charles Goas                                   |                          | Médecin Conseiller municipal de Châteaulin Nommé conseiller départemental en 1943                                           |
|         |              |                                                |                          | |
| 1945    | 1951         | Antoine Vourc'h                                | MRP puis RPF             | Médecin Député (1945) Sénateur (1946-1955) Adjoint au maire de Plomodiern                                                   |
| 1951    | 1964         | Jean Crouan                                    | RPF puis DVD             | Notaire Président du conseil général (1951-1964) Ancien député (1936-1940, 1945-1946 et 1955-1962)                          |
| 1964    | 1988         | Édouard Le Jeune                               | CD puis UDF-CDS          | Agriculteur Sénateur (1971-1998) Maire de Dinéault (1959-1989) Vice-président du conseil général                            |
| 1988    | 1994         | Hervé Tinevez (1928-2009)                      | RPR                      | Vétérinaire Maire de Châteaulin (1983-1995) Conseiller régional (1986-1992) Suppléant du député Jean-Yves Cozan (1988-1993) |
| 1994    | 2008         | Kofi Yamgnane                                  | PS                       | Ingénieur des mines Député (1997-2002) Maire de Saint-Coulitz (1989-2001) Secrétaire d'État (1992-1993)                     |
| 2008    | 2015         | Jacques Gouérou                                | DVD                      | Agriculteur Maire de Cast (depuis 2001) Élu en 2015 dans le canton de Crozon                                                |

### Conseillers d'arrondissement (de 1833 à 1940)
Le canton de Châteaulin avait deux conseillers d'arrondissement.
| Les données manquantes sont à compléter.                                                                    |              |                                                   |                          |                                                                      |
| 1833 | 1839         | Gabriel Marie Ambroise Le Marc'hadour (1789-1852) |                          | Notaire royal Maire de Châteaulin (1830-1835)                        |
| 1833 | 1848         | Emmanuel Revault (1783-1854)                      |                          | Notaire Maire de Châteaulin (1826-1830 et 1835-1848)                 |
| 1839 | 1845         | Eugène Bois                                       |                          | Négociant à Châteaulin                                               |
| 1845 | 1848         | M. Guermeur                                       |                          | Avoué à Châteaulin                                                   |
| |              |                                                   |                          |                                                                      |
| 1871 |              | Henri Guermeur                                    |                          | Avoué Adjoint au maire de Châteaulin                                 |
| 1871 |              | Henri Balcon fils (1839-1883)                     |                          | Notaire Maire de Plomodiern (1871-1881)                              |
| |              |                                                   |                          |                                                                      |
| | 1882 (décès) | M. Le Floch                                       |                          | Propriétaire à Plonévez-Porzay                                       |
| |              |                                                   |                          |                                                                      |
| 1889 | 1898         | Gabriel Miossec (1839-1900)                       | Républicain progressiste | Marchand d'engrais, propriétaire à Dinéault Député (1898-1900)       |
| 1889 | 1909 (décès) | Alfred Hervieu (1837-1909)                        | Républicain              | Notaire Maire de Quéménéven (1856-1909)                              |
| 1898 | 1904         | Gustave Émile Tirilly (1837-1915)                 | Républicain              | Cultivateur, propriétaire Maire de Saint-Ségal (1888-1912)           |
| 1904 | 1919         | Pierre Le Doaré                                   | Libéral                  | Notaire Maire de Plomodiern                                          |
| 1904 | 1910         | Jean L'Haridon                                    | Libéral                  | Cultivateur à Rhun ar Puns Conseiller municipal de Châteaulin        |
| 1910 | 1934         | Victor Launay                                     | Rad.                     | Greffier de la justice de paix Conseiller municipal de Châteaulin    |
| 1919 | 1934         | Thomas Damoy (1865-1943)                          | RG                       | Cultivateur et commerçant à Plomodiern                               |
| 1934 | 1937         | Noël L'Haridon                                    | RG                       | Agent général de la Caisse d'Epargne Maire de Châteaulin (1929-1944) |
| 1934 | 1940         | M. Pelliet                                        | RG                       | Médecin Conseiller municipal de Plonévez-Porzay                      |
| 1937 | 1940         |                                                   |                          |                                                                      |
| Les conseils d'arrondissement ont été suspendus par la loi du 12 octobre 1940 et n'ont jamais été réactivés |              |                                                   |                          |                                                                      |

## Démographie
| 1962   | 1968   | 1975   | 1982   | 1990   | 1999   | 2006   | 2011   | 2012   |
| ------ | ------ | ------ | ------ | ------ | ------ | ------ | ------ | ------ |
| 17 604 | 16 787 | 16 709 | 17 631 | 17 196 | 17 284 | 18 252 | 18 578 | 18 551 |